# 경주 남산동 동·서 삼층석탑
경주 남산동 동·서 삼층석탑(慶州 南山洞 東·西 三層石塔)은 대한민국 경상북도 경주시 남산동에 있는 남북국 시대의 삼층석탑이다. 1963년 1월 21일 대한민국의 보물 제124호로 지정되었다.

## 개요
불국사의 석가탑과 다보탑처럼 형식을 달리하는 쌍탑이 동·서로 건립된 특이한 예의 두 탑이다.
동탑은 돌을 벽돌 모양으로 다듬어서 쌓아 올린 모전석탑의 양식을 취하고 있고, 서탑은 전형적인 3층석탑의 양식이다. 동탑은 탑의 토대가 되는 바닥돌이 넓게 2중으로 깔려있고, 그 위에 잘 다듬은 돌 여덟개를 한 단처럼 짜 맞추어 기단부(基壇部)를 이루고 있다. 탑신부(塔身部)의 몸돌과 지붕돌은 각각 돌 하나로 만들었다. 지붕돌은 밑면의 받침과 낙수면이 모전석탑처럼 똑같이 각각 5단으로 층을 이루고 있다.
서탑은 위층 기단 위에 3층의 탑신을 세운 모습으로, 2단의 기단은 한 면을 둘로 나누어 팔부신중(八部神衆)을 새겼다. 팔부신중은 신라 중대 이후에 등장하는 것으로 단순한 장식이 아니라 탑을 부처님의 세계인 수미산으로 나타내려는 신앙의 한 표현이다. 탑신은 몸돌과 지붕돌이 각각 돌 하나로 되어 있고 각 층에 모서리기둥을 조각하였다. 지붕돌 밑면의 받침은 5단이다.
통일신라시대에 만들어진 쌍탑은 대체로 동일한 양식으로 만들어지는데 비해, 이 동·서 두 탑은 각각 양식이 다르게 표현되어 있어 흔치않은 모습이며, 전체적인 조화를 이루면서 마주 서있다.

## 같이 보기
- 삼층석탑

## 참고 자료
- 경주 남산동 동·서 삼층석탑 - 국가유산청 국가유산포털